# Masacre de Celaya
La Masacre de Celaya fue un asesinato masivo ocurrido el 23 de mayo de 2022 en México. Ese día, 12 personas fueron asesinadas y otras cuatro fueron heridas en un ataque armado en Celaya, Guanajuato. Cerca de las 10 de la noche, 15 sicarios encapuchados del Cártel de Santa Rosa de Lima irrumpieron en el Hotel Gala de Celaya. El hotel tenía un bar en frente, al que asaltaron y mataron a dos hombres y mujeres. Luego, los hombres armados ingresaron a un bar al otro lado de la calle y mataron a otro hombre y cinco mujeres. Según los informes, arrojaron cócteles molotov e incendiaron el hotel, provocando un incendio que luego se apagó.

## Antecedentes
El estado de Guanajuato ha sufrido una alza de violencia desde 2018 derivado por la lucha entre carteles, especialmente por el tráfico de drogas sintéticas en la región, convirtiendo Celaya una de las entidades más afectadas. La entidad sufrió un total de 153 homicidios en los primeros cuatro meses del 2022, casi la misma cifra de todos los homicidios ocurridos en 2018. La violencia que ocurre en este municipio (de apenas 553 kilómetros cuadrados) la ha catapultado a ser de la ciudad más violenta del mundo en 2020, con un total de 109,38 homicidios por cada 100 000 habitantes durante el año 2020.
Otros hechos violentos serios ocurridos en el 2022 en dicha ciudad fueron el asesinato del exdiputado local priísta, Javier Ramírez Melecio en la comunidad de Juan Martín, el asesinato de varios oficiales de policía en distintos puntos del municipio, y el ataque armado a una familia, que dejó como saldo una menor de 7 meses y un hombre muertos, causando indignación en la comunidad.

## Ataque
Sobre las 10 p. m. del 23 de mayo, un comando de 15 hombres armados y encapuchados llegaron al hotel Gala, atacando las personas que se encontraban hospedados, mientras que otros abrieron fuego en contra de personas y personal de dos bares vecinos y lanzaron cocteles molotov, ocasionando graves daños materiales. Los agresores dispararon más de 50 rondas sobre el personal y huéspedes, asesinando a once personas e hiriendo a otras cinco. Además, en el lugar los atacantes abandonaron una cartulina donde el grupo criminal Cártel de Santa Rosa de Lima se adjudicaba el ataque, así como casquillos de diversos calibres.
El ataque fue grabado por algunos vecinos de la zona, compartiéndolos en redes sociales el momento del ataque. Cabe resaltar que ocho de las víctimas fueron mujeres, ya sea empleadas de los establecimientos, o clientas del bar, siendo uno de los ataques más violentos contra mujeres en los últimos años. Autoridades confirmaron más tarde que el ataque fue realizado por miembros del Cártel de Santa Rosa de Lima, esto mismo señalado en un cártel donde el grupo señala a los fallecidos y dueños de los establecimientos de trabajar con grupos antagónicos, tales como el Cártel de Jalisco Nueva Generación, así como tres cuerpos desmembrados que habían sido abandonados horas antes del ataque. Tres días después una mujer falleció por sus heridas en un hospital de la zona, elevando la cifra a 12 los fallecidos.

### Investigación
Después de la masacre, autoridades comenzaron operativos de búsqueda para dar por los responsables del multihomicidio, los cuales participan a elementos de la Guardia Nacional, del Ejército y de las corporaciones estatales. En un principio no se reportaron detenciones, hasta el 8 de junio del mismo año, cuando son detenidos tres personas que participaron en el atentado.